# Jean Mespoulède
Jean Mespoulède, né le 31 octobre 1980 à Périgueux, est un coureur cycliste français.

## Biographie
Il est coureur professionnel au sein de l'équipe Auber 93 durant trois saisons entre 2006 et 2008. Il retourne chez les amateurs dès 2009 au sein du CC Marmande puis au CC Périgueux.

## Palmarès et classements mondiaux

### Palmarès par année
- 2000
  - Grand Prix d'Oradour-sur-Vayres
- 2001
  - Tour du Béarn
- 2003
  - 3e du championnat d'Aquitaine
- 2004
  - Champion d'Aquitaine
  - Ronde de la Côle
  - Grand Prix d'Oradour-sur-Vayres
  - 2e du Tour de Gironde
  - 2e du Trophée des Châteaux aux Milandes
- 2005
  - Grand Prix des Fêtes de Cénac-et-Saint-Julien
  - Critérium des Espoirs
  - 2e du Tour du Canton de Dun-le-Palestel
  - 2e du championnat d'Aquitaine
  - 3e du Tour du Labourd
  - 3e de la Classique de Sauveterre
- 2007
  - 3e du Tour du Tarn-et-Garonne
  - 3e de l'Étoile d'or
- 2009
  - Trophée des Bastides
  - Primevère montoise
  - Tour du Lot-et-Garonne
  - Tour de Dordogne
  - 2e du Circuit de la Nive
  - 2e du Tour de la CABA
  - 2e du Grand Prix d'Oradour-sur-Vayres
  - 3e du Tour de Gironde
  - 3e du Trophée des Châteaux aux Milandes
- 2010
  - Trophée des Bastides
  - Grand Prix des Fêtes de Cénac-et-Saint-Julien
  - Deux Jours cyclistes de Machecoul
  - 3e du Grand Prix d'Oradour-sur-Vayres
- 2011
  - Critérium des Deux Vallées
  - Grand Prix des Fêtes de Cénac-et-Saint-Julien
  - 2e étape du Tour de Gironde
  - Grand Prix de Juillac
  - Trophée des Châteaux aux Milandes
  - 2e du Tour de Basse-Navarre
  - 2e du Trophée de l'Essor
  - 2e du championnat d'Aquitaine
  - 2e du Grand Prix d'Oradour-sur-Vayres
  - 2e du Tour des Landes
- 2012
  - Critérium des Deux Vallées
  - Classic Jean-Patrick Dubuisson
  - Civray-Saint-Romain
  - 1re et 6e étapes du Tour de Nouvelle-Calédonie
  - 2e des Boucles Talmondaises
  - 2e du Tour de Nouvelle-Calédonie
  - 3e du Grand Prix des Fêtes de Coux-et-Bigaroque
- 2013
  - Prix de la ville du Mont Pujols
  - Prix National d'Eyliac
  - Grand Prix de Monpazier
  - Grand Prix de Marsaneix
  - 3e du championnat d'Aquitaine
- 2014
  - Grand Prix des Fêtes de Cénac-et-Saint-Julien
  - Nocturne d'Auch
  - Nocturne de Montech
  - Trophée des Châteaux aux Milandes
  - Nocturne de Montpon-Ménestérol
  - Tour des Landes :
    - Classement général
    - 1re et 2e étapes

  - 2e du championnat d'Aquitaine
  - 2e du Grand Prix d'Oradour-sur-Vayres
- 2015
  - Nocturne de Jarnac
  - Nocturne de Montpon-Ménestérol
- 2016
  - Trophée des Bastides
  - Ronde de la Côle
  - 3e du Trophée de l'Essor
- 2017
  - Nocturne des Remparts
- 2018
  - Prix du Quartier Saint-Georges
  - Nocturne des Remparts

### Classements mondiaux
| Année           | 2005 | 2006 | 2007   | 2008 | 2009 | 2010 | 2011 |
| --------------- | ---- | ---- | ------ | ---- | ---- | ---- | ---- |
| UCI Europe Tour | 315e | 810e | 1 187e |      | 691e |      | 947e |